# Joachim Thalmann
Joachim Thalmann (* 27. Juli 1953 in Gütersloh) ist ein deutscher Musiker und Musikwissenschaftler.

## Wirken
Joachim Thalmann studierte Schulmusik, Posaune, Gesang und Musikwissenschaft zunächst an der Hochschule für Musik Detmold, später am King’s College London. Nach dem Magister Artium im Jahre 1983 wurde er Wissenschaftlicher Angestellter der Universität Paderborn und promovierte 1987 bei Arno Forchert. 1985 bis 1989 war er als freischaffender Journalist für die Frankfurter Allgemeine Zeitung, den Hessischen Rundfunk, den Westdeutschen Rundfunk und das Zweite Deutsche Fernsehen tätig, bevor er 1989 als Referent für Öffentlichkeitsarbeit an die Hochschule für Musik Detmold berufen wurde. Dort arbeitete er seit 2003 in dem von Ernst Klaus Schneider initiierten ersten Master-Studiengang Musikvermittlung an einer deutschen Hochschule mit und wurde 2007 zum Honorarprofessor ernannt. Von 2013 bis zum Eintritt in den Ruhestand im Jahr 2019 arbeitete er ausschließlich als Hochschullehrer im Institut für Musikvermittlung und Musikmanagement der Hochschule für Musik Detmold. Seine künstlerische Arbeit als Solist und in Ensembles wie dem Westfälischen Blechbläserensemble, dem Westfälischen Posaunenquartett, dem ColVoc sowie dem Vokalquartett Drops führte ihn in alle Erdteile und ist in zahlreichen Fernseh-, Rundfunk- und Schallplattenproduktionen dokumentiert.

## Veröffentlichungen
- Studien zu Brahms’ frühesten Kompositionen. In: Festschrift Arno Forchert zum 60. Geburtstag. Bärenreiter-Verlag, Kassel 1986, ISBN 3-7618-0776-7.
- Musica boscareccia 1621 / 1626 / 1628. Bärenreiter-Verlag, Kassel 1989 (= Band VII der Gesamtausgabe der Werke Johann Hermann Schein).
- Untersuchungen zum Frühwerk von Johannes Brahms. Bärenreiter-Verlag, Kassel 1989, ISBN 3-7618-0964-6.
- Johannes Kuhlo. Mitarbeiter am Psalm 150. Luther-Verlag, Bielefeld 1991, ISBN 3-7858-0336-2.
- Die Kehrseite der Medaille – Über den Zusammenhang von Künstlerdasein und psychischen Krisen. In: Das Orchester. Schott International, Mainz Juli/August 2006, ISSN 0030-4468.
- Elite. In: Ministerium für Innovation, Wissenschaft, Forschung und Technologie des Landes Nordrhein-Westfalen (Hrsg.): 25 Menschen aus dem Innovationsland Nordrhein-Westfalen.  Düsseldorf 2008, S. 44 ff.
- Jürgen Ulrich: Harmonielehre für die Praxis. Schott Music 2008  (Herausgeber: Dorothea Ohly und Joachim Thalmann), ISBN 978-3-7957-8738-7
- Virtuos improvisieren – Öffentlichkeitsarbeit für (Kinder-)Konzerte. In Hörräume öffnen – Spielräume gestalten: Konzerte für Kinder. Conbrio, Regensburg 2011, ISBN 3-7858-0336-2, S. 189 ff.
- Über den Wert Klassischer Musik. In Lebensraum Hochschule. Grundfragen einer sozial definierten Bildungspolitik. Verlag Recklinger, Siegburg 2012, ISBN 978-3-7922-0129-9, S. 243 ff.
- Neues Ich? Veränderungen im Selbstbild des Musikers. In: Das Orchester. Schott International, Mainz Januar 2013, ISSN 0030-4468.

## Tondokumente
- Barbershop Songs (LP Vokalquartett Drops, 1981)
- Trombone Quartets I (CD Westfälisches Posaunenquartett, 1982)
- Chansons und Schlager für Herrenquartett (LP Vokalquartett Drops, 1983)
- Trombone Quartets II (CD Westfälisches Posaunenquartett, 1987)
- O Täler weit, o Höhen – Volkslieder der Romantik (LP Vokalquartett Drops, 1987)
- Schlager und Chansons (CD Vokalquartett Drops, 1988)
- Lobet den Herren, alle, die ihn ehren (CD Westfälisches Blechbläserensemble, 1992)
- Drops... von der Rolle, Evergreens und Chansons (CD Vokalquartett Drops, 1993)
- Festliche Bläsermusik zu Weihnachten (CD Westfälisches Blechbläserensemble, 1994)
- Puer natus in Bethlehem – Weihnachtsmotetten der Renaissance und des Frühbarock (CD Collegium Vocale Detmold/Leipzig, 1994)
- Weihnachten in Rheda-Wiedenbrück, u. a. mit Drops (CD Vokalquartett Drops, 1995)
- De profundis clamavi (CD Collegium Vocale Detmold/Leipzig, 1995)
- Drops... unter der Laterne (CD Vokalquartett Drops, 1997)
- In einer kleinen Konditorei (CD Vokalquartett Drops, 1998)
- Wachet auf, ruft uns die Stimme (CD Westfälisches Blechbläserensemble, 2000)
- Missa de angelis – Lebendige Melodien der Gregorianik (CD Collegium Vocale Detmold/Leipzig, 2000)
- O Täler weit, o Höhen – Deutsche Volkslieder der Romantik (CD Vokalquartett Drops, 2003)